# Noël Raoult
Pour les articles homonymes, voir Raoult.
Noël Raoult, né le 26 décembre 1810 à Meaux et mort le 3 septembre 1870 à Reichshoffen, est un militaire français.

## Biographie
Noël Raoult naît le 26 décembre 1810 vers 11 heures, à Meaux, au domicile parental sis 30 rue Saint-Nicolas,. Il est le fils de Voisin Augustin Raoult (marchand boulanger) et de Jeanne Étiennette Coquet, mariés l’un à l’autre et alors respectivement âgés d’environ 24 et 25 ans. 
Son père le destine à être notaire, mais Raoult quitte son étude et s'engage dans un régiment de ligne en fin d'année 1830. Il rentre après concours à l'École militaire de Saint-Cyr, puis enchaîne par l'École d'état-major. En 1834, il rejoint l'Afrique où il monte rapidement au grade de capitaine. 
En 1854-1855, il participe au siège de Sébastopol. 
Participant à la guerre franco-allemande de 1870, il est blessé lors de la bataille de Frœschwiller-Wœrth, le 6 août, et est alors porté disparu,,. Transporté à Reichshoffen, il succombe à sa blessure le 3 septembre.

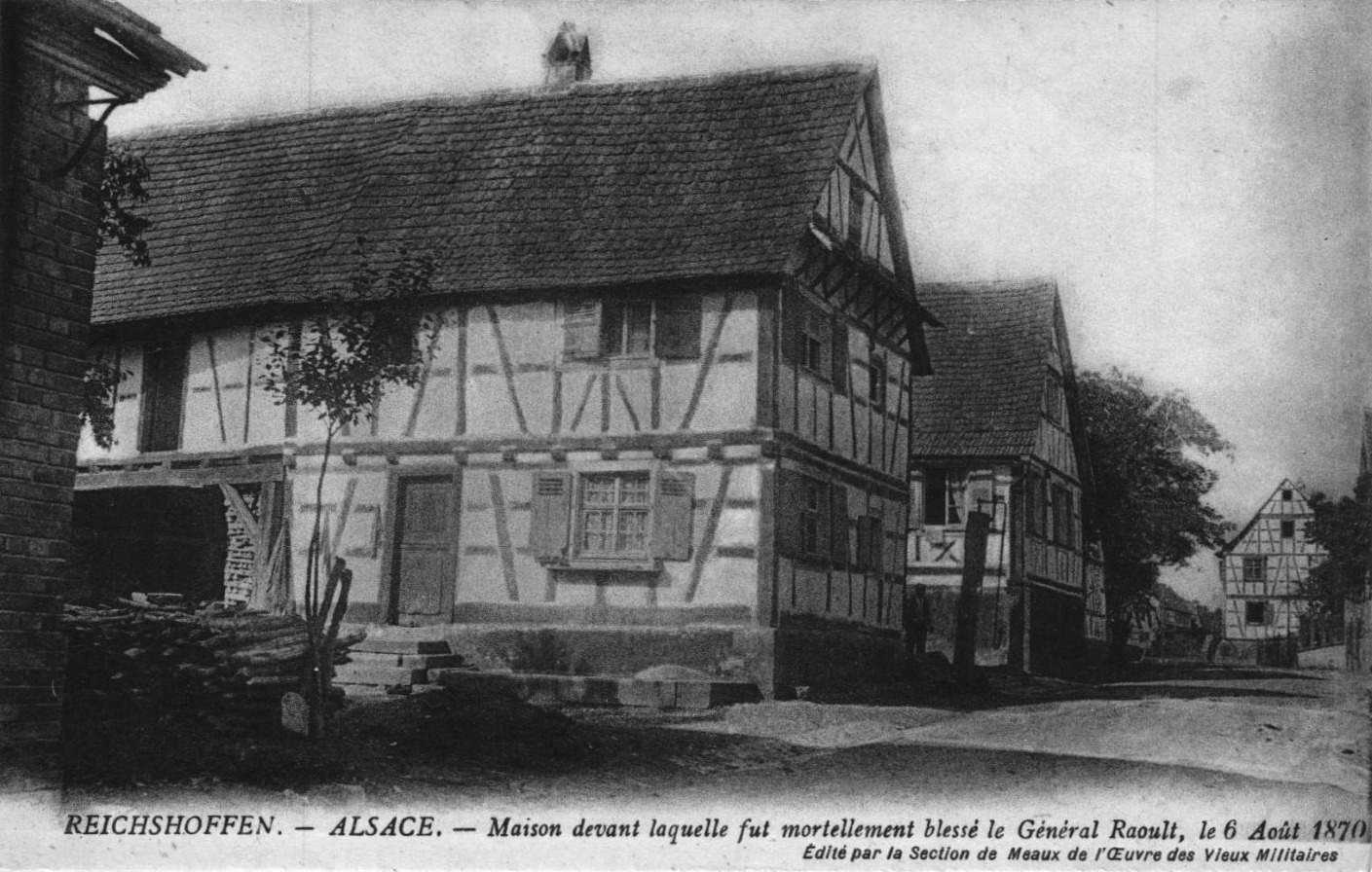
Maison à Froeschwiller (rue de Langensoultzbach) devant laquelle le général est mortellement blessé.

## Distinctions
- Commandeur de la Légion d'honneur
- Chevalier de 4e classe de l'ordre du Médjidié (1855)
- Médaille de Crimée (Royaume-Uni)

## Hommages
- Un buste en marbre blanc est réalisé par Eugène Godin. Fait pour la ville de Meaux au moyen d’une souscription patriotique, il est installé dans l’hôtel de ville[2],[9]. Émile Mugnot de Lyden, visitant le Salon de peinture et de sculpture de 1873 où il est exposé, en donne alors le commentaire suivant : « La tête est énergique, le front respire la loyauté de le courage. On sent qu’une âme vraiment patriotique a dû brûler dans ce corps de héros. Le visage est d’un excellent modèle, le dessin sévère, sans dureté. »[9].
- Une voie à Meaux porte son nom[2].
- Une plaque commémorative en marbre aux lettres d’or installée sur sa maison natale lit ainsi : « Dans cette maison est né le 26 décembre 1810 Noel Raoult général de division tué à l'ennemi le 3 septembre 1870. ». La dernière information est pourtant fautive[10].

#### Ouvrages encyclopédiques
- [Moritz 2020] Yves Moritz (préf. Jean Tulard), Dictionnaire de la Guerre de 1870, Paris, SPM, coll. « Kronos » (no 111), 10 février 2020, 222 p. (ISBN 978-2-37999-011-3, présentation en ligne, lire en ligne ), p. 159

#### Ouvrages spécialisés
- [Bourges 1896] Ernest Bourges (préf. Paul Quesvers), Recherches sur Fontainebleau : Précédées d'un portrait de l'auteur et d'un manuscrit inédit de N. de Fer (1699), Fontainebleau, Bourges, 1896, 551 p., « Les casernes de Fontainebleau », p. 65-68.
- [Ducray, de Martimprey et A.B. 1889] Ducray, Auguste de Martimprey et A.B., Noël Raoult, général de division, né à Meaux, 1810-1870, Meaux, Le Blondel, 1889, 24 p. (BNF 34178358, lire en ligne )